# ラ・ヴァレ
『ラ・ヴァレ』 （La Vallée、Obscured by Cloudsとしても知られる）は、バーベット・シュローダー監督、脚本による1972年のフランス映画。ニューギニアの自然を通じて奇妙で偶然的な自己発見の旅を続ける女性、ヴィヴィアーヌをビュル・オジエが主演として演じている。
ピンク・フロイドは、映画のサウンドトラックとしてアルバム『雲の影』を録音した。レコーディングが終了した後、バンドは映画会社と仲違いし、そのことが『ラ・ヴァレ』ではなく『雲の影』としてサウンドトラック・アルバムをリリースすることを促した。それに応じて、この映画はリリース時に『La Vallée (Obscured by Clouds)』と改名された。
女優のクレジット「モニーク・ジローディ」は、実際にはミケット・ジローディの別名であり、当時の彼女は映画編集者を務めており、後に彼女のパートナーであるスティーヴ・ヒレッジとともにプログレッシブ・ロック/スペース・ロック・バンドのゴングに参加し、その後もヒレッジとともにシステム7というエレクトリック・グループを結成するボーカリストにしてシンセサイザー奏者となる。

## プロット
メルボルンのフランス領事の妻であるヴィヴィアーヌ（オジエ）は、ニューギニアの茂みにあるという神秘的な隠された谷を探す探検家のグループに加わり、そこで彼女は非常に珍しいエキゾチックな鳥の羽を見つけたいと考えていた。パプア・ニューギニアの密集したジャングルを通り抜け、ギルウェ山の頂上で、彼女と探検家の小グループは、地球上で最も孤立した種族の1つであるマプガ族と接触する。彼らは、「文明」という彼ら自身の主観的な考えに束縛されない、自身の人間性を探求するように促す人々である。この発見は、1969年に調査された日付のはっきりしているこの地域の唯一の地図において、「雲の影」とマークされた谷の中に存在すると言われる楽園の発見であった。

## キャスト
- ヴィヴィアーヌ - ビュル・オジエ
- ガエタン - ジャン＝ピエール・カルフォン
- エルミン - ヴァレリー・ラグランジュ
- オリヴィエ - マイケル・ゴサード
- ヤン - ジェローム・ボーヴァルレ
- ミケット・ジローディ（モニーク・ジローディとクレジット）
- マプガ族とその首長

## スタッフ
- 監督：バーベット・シュローダー
- 製作：マイク・カプラン
- 脚本：ポール・ジェゴフ、バーベット・シュローダー
- 撮影：ネストール・アルメンドロス
- 音楽：ピンク・フロイド